# Webgalerie
Als Webgalerie bezeichnet man allgemein eine Präsentation von Bildern im Web, die durch den Einsatz einer speziell zu diesem Zweck konzipierten Software realisiert wird.
Hierzu wird meist eine zusammengehörende Sammlung von Skripten verwendet, die zur Verwaltung der Bilder sowie deren Aufbereitung und ansprechender Darstellung auf Webseiten dient. Der Einsatz einer solchen Software erfordert meist keine oder nur sehr wenige Kenntnisse von Skript- oder Auszeichnungssprachen wie etwa PHP oder HTML.

## Galerie-Skripte
Galerie-Skripte sind sehr einfach gehaltene Webgalerien, die lediglich die Bilddateien aus einem bestimmten Verzeichnis automatisch auf einer Webseite darstellen. Um weitere Bilder hinzuzufügen, ist es meist nur notwendig, weitere Bilder im entsprechenden Verzeichnis abzulegen, damit diese in die Sammlung aufgenommen und angezeigt werden. Diese Art Webgalerie ist in ihrem Funktionsumfang auf das absolut Notwendige begrenzt. Der Vorteil liegt im geringeren Ressourcenverbrauch und vor allem darin, dass meistens keine Datenbank benötigt wird.

## Komplettsysteme
Komplettsysteme enthalten eine Reihe von aufeinander abgestimmten Skripten, die über die reine Darstellung von Bildern hinausgehen. In der Regel gehören dazu die automatisierte Erstellung von Vorschaubildern (oft Thumbnails genannt), vielfältige Möglichkeiten zur Einordnung von Bildern in Kategorien, Unterkategorien, öffentliche oder private Alben und eine Benutzerverwaltung.
Komplettlösungen bieten darüber hinaus meist umfangreiche Administrationsmöglichkeiten und sind erweiterbar durch Module und Add-ons. Die optische Gestaltung ist bei den meisten größeren Webgalerien durch die Auswahl zur Verfügung stehender Vorlagen sehr einfach an die eigenen Bedürfnisse anzupassen. Auch die Integration in bereits bestehende Webseiten ist meistens möglich.
Die Vorteile eines solchen Systems liegen in ihrer Funktionsvielfalt sowie der Benutzerfreundlichkeit. Um solche Systeme einzusetzen, benötigt man normalerweise keinerlei Programmierkenntnisse. Die Nachteile liegen im höheren Ressourcenverbrauch. Auch ist bei den meisten Webgalerien dieser Art die Anbindung an eine Datenbank erforderlich.
Oft verwendete Komplettsysteme sind in verschiedenen Sprachen erhältlich. Es gibt verschiedene Lizenzierungsmodelle für solche Webgalerien, sowohl proprietäre, kommerzielle, wie auch freie Software.

## Webgalerie-Software (Auswahl)
- 4images
- Coppermine Photo Gallery
- EasyImage
- Gallery
- ipernity
- Panoramio
- PicApport
- Piwigo